# Pickwick Theatre
El Pickwick Theatre es un palacio de cine art déco ubicado en Park Ridge, Illinois, un suburbio de Chicago.
Diseñado por Roscoe Harold Zook, William F. McCaughey y Alfonso Iannelli, el Pickwick se inauguró en 1928 como escenario de vodevil y cine. Es ampliamente reconocido por su marquesina y su torre de 100 pies, que apareció en los créditos iniciales de At the Movies. El auditorio principal, construido para parecerse a un templo azteca o maya, originalmente tenía capacidad para 1.400 personas. La capacidad de asientos en el auditorio principal se redujo en 200 asientos en 1968 y 400 asientos adicionales en 2012 como resultado de las renovaciones. El proyecto de renovación de 2012, valorado en 1,2 millones de dólares, también incluyó un techo nuevo, mejoras mecánicas y renovaciones exteriores, incluidas las de la marquesina original.
El teatro fue nombrado en 1928 por el alcalde de Park Ridge, William H. Malone I, por el personaje principal Samuel Pickwick en la novela de Charles Dickens Los papeles póstumos del Club Pickwick.
El edificio fue incluido en el Registro Nacional de Lugares Históricos en 1975 y continúa albergando películas y espectáculos en vivo. En 1990, la dirección del teatro expandió el Pickwick al agregar tres nuevas pantallas detrás del auditorio original. En 2017, el propietario Dino Vlahakis agregó un teatro de 39 asientos ubicado en el segundo piso del edificio trasero, en lugar de las oficinas del teatro. En celebración del Bicentenario de Illinois 2018, el Teatro Pickwick fue seleccionado como uno de los 200 Grandes Lugares de Illinois por el componente de Illinois del American Institute of Architects (AIA Illinois).